# Nikola Kljusev
Nikola Kljusev (in macedone Никола Кљусев; Štip, 2 ottobre 1927 – Skopje, 16 gennaio 2008) è stato un politico macedone.
È stato il primo Primo ministro della Repubblica di Macedonia, subito dopo l'indipendenza dalla Jugoslavia, in carica dal gennaio 1991 all'agosto 1992.
Dal 1998 al 2000 ha ricoperto il ruolo di Ministro della difesa.
| Controllo di autorità | VIAF (EN) 231677110 · ISNI (EN) 0000 0003 6635 2132 · LCCN (EN) n85198488 · GND (DE) 170066924 · BNF (FR) cb151124929 (data) · J9U (EN, HE) 987007275245205171 · CONOR.SI (SL) 59392355 |